# Acid angelic
Acidul angelic este un compus organic, un acid carboxilic mononesaturat, fiind regăsit majoritar în speciile din familia Apiaceae. Este un solid volatil cu gust amar și miros înțepător. Este izomerul cis al acidului 2-metil-2-butenoic, iar izomerul trans este acidul tiglic. Sărurile și esterii săi se numesc angelați.
Acidul angelic a fost izolat pentru prima oară de farmacistul german Ludwig Andreas Buchner (1813–1897) în anul 1842, din rădăcinile speciei Angelica archangelica, de unde provine și denumirea acestuia.